# Héloup
Héloup település Franciaországban, Orne megyében. Lakosainak száma 887 fő (2022. január 1.). Héloup Condé-sur-Sarthe, Mieuxcé, Saint-Germain-du-Corbéis, Arçonnay, Bérus, Gesnes-le-Gandelin és Moulins-le-Carbonnel községekkel határos.

## Népesség
A település népességének változása:
| Lakosok száma | 960  | 934  | 954  | 917  | 910  | 902  | 897  | 890  | 887  |
|               | 2013 | 2015 | 2016 | 2017 | 2018 | 2019 | 2020 | 2021 | 2022 |